# Herbert Kenneth Airy Shaw
Herbert Kenneth Airy Shaw, född 7 april 1902 i Woodbridge i Suffolk, död 19 augusti 1985 i Kew, var en brittisk botaniker och klassicist.
Hans far, Herbert Alfred Shaw, var "second master" vid Woodbridges grammar school och hans mor, Agnes Margaret Airy, var ättling till George Biddell Airy, Astronomer Royal 1835-1881. 1921 blev han inskriven vid Corpus Christi College, Cambridge och tog där sin BA 1924. varefter han började vid herbariet i Kew Gardens. Han var expert på floran i det tropiska Asien, speciellt törelväxter, och på entomologi.
Auktorsnamnet Airy Shaw kan användas för Herbert Kenneth Airy Shaw i samband med ett vetenskapligt namn inom botaniken; se Wikipediaartiklar som länkar till auktorsnamnet.
Släktet Airyantha, Brummitt 1968, är uppkallat efter Airy Shaw.

## Valda verk
- The Euphorbiaceae of Borneo, Her Majesty's Stationery Office, 1975. ISBN 978-0-11-241099-7.
- The Euphorbiaceae of New Guinea, Her Majesty's Stationery Office, 1980. ISBN 978-0-11-241146-8.